# Turn on, tune in, drop out
"Turn on, tune in, drop out "（ターンオン・チューンイン・ドロップアウト）は、1966年に心理学者のティモシー・リアリーによって広められた1960年代カウンターカルチャー・ヒッピームーブメント時代のフレーズ、スローガンである。直訳では「スイッチを入れ、波長を合わせ、脱落しろ」であるが後の本人による解説では（目を覚まし・ドラッグで覚醒し）（調子を上げ・高次に調和し・のめり込み）（辞める・中退する・社会から距離を置く・自立して選択する）という意味も込められている。
1967年、リアリーはサンフランシスコのゴールデンゲートパークで開催された3万人のヒッピーが集う「Human Be-In」で講演し、この「Turn on, tune in, drop out」という有名な言葉を発した。1966年に録音された同名の朗読アルバムでは、リアリー本人がモノトーンの柔らかい声で世界観や人間性について語り、自然、インディアンのシンボル、「内なる生命の意味」、LSD体験、平和、その他多くの問題についての見識を語っている。
リアリーは1988年のニール・ストラウス(Neil Strauss)とのインタビューで、このスローガンはニューヨークでのメディア研究者・マーシャル・マクルーハンとの昼食時に彼から「与えられた」と語っている。リアリーはマクルーハンが「アイデアやマーケティングに非常に興味を持っていたので、当時のペプシのコマーシャルに合わせて、『幻覚剤で間違いなし』とか『500マイクログラム、満腹以上』とか口ずさんでいた。しばらくして彼は「チューンイン、ターンオン、ドロップアウト」と歌ったんだ」と語っている。このフレーズは、リアリーが1966年9月19日にニューヨークで行われた記者会見の冒頭で行ったスピーチで初めて使われた。この言葉は、大衆にLSD等の幻覚剤(サイケデリックドラッグ)を使い意識を高次化させ、社会の既存の慣習やヒエラルキーから離脱することで、文化・社会の変革を受け入れるよう促した。これは、彼の宗教組織、League for Spiritual Discovery（神秘的探求の為の同盟）の教義でもあった。　彼のこうした思想や活動はベトナム反戦運動に直接的に繋がり、また現代のリバタリアズムや自由主義思想にも多大な影響を与えている。
晩年のリアリーは「パソコンは1990年代のLSDだ」と訴え-"turn on, boot up, jack in" （「電源を入れ、起動して、接続しろ」というコンピューター用語と「目を覚まし、立ち上がり、離脱せよ」という俗語的意味を掛けている）という新しいスローガンを提案、人々にコンピューターを使ってカウンターカルチャーに参画するよう促した。　

## 参照
1. ↑  Strauss, Neil. Everyone Loves You When You're Dead: Journeys into Fame and Madness. New York: HarperCollins, 2011, p. 337–38
2. ↑  Ray, Oakley (1983). Drugs, Society, & Human Behavior (3rd ed.). St. Louis: Mosby. p. 382. ISBN 080164092X
3. ↑  Ruthofer, Arno (1997). Think for Yourself; Question Authority.  オリジナルの2006-11-23時点におけるアーカイブ。 2007年2月2日閲覧。.